# Henri Jouan de Kervenoaël
Henri Jouan de Kervenoaël, né le 28 février 1836 au manoir du Loc'h, à Cast, en Bretagne, et mort le 23 septembre 1922 au château de La Vergnaie, à La Gaubretière, est un militaire français, intendant général des Armées. 
D'abord officier de l'infanterie puis du corps d'état-major, il intègre en 1864 le corps nouvellement créé de l'Intendance, participant à plusieurs campagnes militaires en Afrique du Nord, en Italie, à la Guerre de 1870, ainsi qu'à la répression de la Commune. Intendant général des Armées à partir de 1897, il est nommé président du Comité technique de l'Intendance puis directeur de l'Intendance du Gouvernement militaire de Paris.

## Biographie

### Origines
Membre de la famille Jouan de Kervenoaël, une famille noble de Bretagne, Henri Jouan de Kervenoaël est le fils cadet de Nicolas-Gabriel Jouan de Kervenoaël, ancien garde-corps de Charles X et de Rose de Montmonier.

### Carrière militaire
Henri Jouan de Kervenoaël entre à Saint-Cyr, au sein de la promotion de Crimée-Sébastopol, en 1854. Il en sort en 1856, choisissant le 10° Régiment d'infanterie de ligne. Il intègre le corps d'état-major en 1858. Il part en Afrique du Nord pour un séjour d'un an, au cours duquel il participe à une expédition dans les Aurès avec le 99e de Ligne. A son retour, il rejoint l'Armée d'Italie pour la campagne de 1859-1860, au cours de laquelle son frère aîné Émile, capitaine d'état-major, est tué à la bataille de Solférino.
Capitaine le 7 mars 1861, il intègre en 1864 le corps de l'Intendance nouvellement créé, et repart deux ans plus tard en Afrique du Nord pour un séjour de deux ans.
Pendant la guerre de 1870, ilfait partie des troupes qui réussissent à s'échapper de la citadelle de Mézières, revenant renforcer les défenses de Paris bientôt assiégée. Il participe aux batailles de Châtillon, de Champigny, du Bourget et de Buzenval, avant de rejoindre l'armée de Versailles à la reddition de la capitale.
Après la fin de la Commune, il est responsable de la 2° sous-intendance de la 15° division militaire (Nantes).
De 1888 à 1891, il est sous-intendant de 1° classe à Lille. Promu intendant en 1891, il est nommé directeur du service du 11° corps d'armée et revient à Nantes.
Promu intendant général, le 29 décembre 1897, il est nommé président du Comité technique de l'Intendance, puis devient directeur de l'intendance du Gouvernement militaire de Paris.

### Au service des malades et des blessés
Il rejoint la 2° section le 28 février 1901 et s'installe à Nantes où il devient conseiller municipal et président des Comités de la Société française de Secours aux blessés militaires et de la Croix-Rouge de la ville.
Dans ces nouvelles fonctions, il organise dès 1902 le fonctionnement d'un hôpital auxiliaire et d'une infirmerie de gare, et en 1906, il fonde un dispensaire-école. 
Pendant la Grande Guerre, sous sa direction, le Comité de la Croix-Rouge de Nantes assure le fonctionnement de quatre hôpitaux, avec plus de quatre cents lits, mettant également en place une infirmerie de gare, un bureau de recherche des disparus et de secours des prisonniers.
Après guerre, Henri Jouan de Kervenoaël s'occupe du lancement à Nantes de nouvelle œuvres médicales et sociales : dispensaire antituberculeux, école d'infirmières, bureau de consultation des nourrissons... avant de démissionner, en juin 1919, de la présidence du Comité,.
Il meurt le 23 septembre 1922, âgé de 86 ans, dans sa propriété de La Vergnaie, à La Gaubretière, en Vendée.

## Famille
Henri Jouan de Kervenaoël épouse à Nantes, le 22 octobre 1861, Lydie Maillard de La Gournerie (1841-1924), fille de Jacques-Henry Maillard de La Gournerie, chef d'escadrons de cavalerie, et de Lydie de Gourdeau de Saint-Cyr. Le couple s'établit en Vendée  et a cinq enfants : 
- Émile Jouan de Kervenoaël (1862-1945), maire de La Verrie, conseiller général et député de la Vendée, marié à Magdeleine de Saint-Exupéry (1864-1942), dont descendance.
- Blanche (1864-1936), marié à Guy de Fontaines (1843-1926), dont un fils mort pour la France.
- Henri (1870-1940), officier de cavalerie, général de brigade, marié à Louise de La Lande de Calan (1874-1932), dont descendance.
- Lydie (1872-1944), mariée à Alfred de Talhouët de Boishorand (1869-1950), dont descendance.
- Marie Josèphe (1880-1924), marié à épouse Aimery de Couhé de Lusignan(1881-1968), sans postérité.

## Distinctions
- Commandeur de la Légion d'honneur[1]
- Grand-Croix de l'Ordre de Saint-Stanislas de Russie.
- Médaille commémorative de la Campagne d'Italie de 1859, par décret impérial du 7 septembre 1859.
- Médaille commémorative de la guerre 1870-1871, par la loi du 9 novembre 1911.
- Croix de Vermeil de la Croix-Rouge Française.

## Hommage
Son nom a été donné à la 22° promotion de l’École supérieure du commissariat de l'Armée de terre (promotion 2005).